# Seelbach (Lohra)
Seelbach ist ein Ortsteil der Großgemeinde Lohra im mittelhessischen Landkreis Marburg-Biedenkopf. Der Ort liegt auf 245 m ü. NHN und hat etwa 70 Einwohner.

## Geschichte

### Ortsgeschichte
Die älteste bekannte schriftliche Erwähnung von Seelbach erfolgte unter dem Namen Selbach im Jahr 817 im Codex Laureshamensis des Reichsklosters Lorsch, als Rather und seine Ehefrau Hadelaug dem Kloster im Ort drei Hufen mit Feldern, Wiesen, Weiden, Feldwegen, Wäldern, Häusern und anderen Gebäuden schenkten.
Im Zuge der Gebietsreform in Hessen wurde die bis dahin selbständige Gemeinde Seelbach mit weiteren Gemeinden kraft Landesgesetz zum 1. Juli 1974 der Großgemeinde Lohra angegliedert. Für eingegliederten ehemaligen Gemeinden und die Kerngemeinde wurde je ein Ortsbezirkeingerichtet.

### Verwaltungsgeschichte im Überblick
Die folgende Liste zeigt die Staaten und Verwaltungseinheiten, denen Seelbach angehört(e):
- vor 1567: Heiliges Römisches Reich, Landgrafschaft Hessen, Gericht Lohra (Gericht Lohra bestand aus den Orten Lohra, Nanzhausen, Willershausen, Rodenhausen, Seelbach, Rollshausen, Altenvers, Raimarshausen, Weiboldshausen, Kirchvers, Oberwalgern, Holzhausen, Stedebach und Damm)[7]
- ab 1567: Heiliges Römisches Reich, Landgrafschaft Hessen-Marburg, Amt Fronhausen[8]
- 1604–1648: Heiliges Römisches Reich, strittig zwischen Landgrafschaft Hessen-Darmstadt und Landgrafschaft Hessen-Kassel (Hessenkrieg), Amt Fronhausen
- ab 1648: Heiliges Römisches Reich, Landgrafschaft Hessen-Kassel, Amt Fronhausen
- ab 1686: Heiliges Römisches Reich, Landgrafschaft Hessen-Kassel, Amt Fronhausen, Gericht Lohra
- ab 1806: Landgrafschaft Hessen-Kassel, Amt Fronhausen, Gericht Lohra
- 1807–1813: Königreich Westphalen, Departement der Werra, Distrikt Marburg, Kanton Lohra
- ab 1815: Kurfürstentum Hessen, Amt Fronhausen[9]
- ab 1821: Kurfürstentum Hessen, Provinz Oberhessen, Kreis Marburg[10][Anm. 2]
- ab 1848: Kurfürstentum Hessen, Bezirk Marburg
- ab 1851: Kurfürstentum Hessen, Provinz Oberhessen, Landkreis Marburg
- ab 1867: Königreich Preußen, Provinz Hessen-Nassau, Regierungsbezirk Kassel, Kreis Marburg
- ab 1871: Deutsches Reich,  Königreich Preußen, Provinz Hessen-Nassau, Regierungsbezirk Kassel, Kreis Marburg
- ab 1918: Deutsches Reich, Freistaat Preußen, Provinz Hessen-Nassau, Regierungsbezirk Kassel, Kreis Marburg
- ab 1944: Deutsches Reich, Freistaat Preußen, Provinz Kurhessen, Landkreis Marburg
- ab 1945: Amerikanische Besatzungszone, Groß-Hessen, Regierungsbezirk Kassel, Landkreis Marburg
- ab 1946: Amerikanische Besatzungszone, Hessen, Regierungsbezirk Kassel, Landkreis Marburg
- ab 1949: Bundesrepublik Deutschland, Hessen, Regierungsbezirk Kassel, Landkreis Marburg
- ab 1974: Bundesrepublik Deutschland, Hessen, Regierungsbezirk Kassel, Landkreis Marburg-Biedenkopf, Gemeinde Lohra[Anm. 3]
- ab 1981: Bundesrepublik Deutschland, Hessen, Regierungsbezirk Gießen, Landkreis Marburg-Biedenkopf, Gemeinde Lohra

### Gerichte seit 1821
Mit Edikt vom 29. Juni 1821 wurden in Kurhessen Verwaltung und Justiz getrennt. Der Kreis Marburg war für die Verwaltung und das Justizamt Fronhausen war als Gericht in erster Instanz für Seelbach zuständig. Nach der Annexion Kurhessens durch Preußen 1866 erfolgte am 1. September 1867 die Umbenennung des bisherigen Justizamtes in Amtsgericht Fronhausen. Mit Wirkung zum 1. Oktober 1902 wurden Rodenhausen, Seelbach, Rollshausen und Lohra vom Bezirk des Amtsgerichts Fronhausen abgetrennt und dem Amtsgericht Gladenbach zugeteilt. 1948 wurden die bisher zu dem Amtsgerichtsbezirk Gladenbach gehörenden Gemeinden Lohra, Rodenhausen, Rollshausen und Seelbach dem Amtsgerichtsbezirk Marburg zugeteilt.

## Bevölkerung

### Einwohnerstruktur 2011
Nach den Erhebungen des Zensus 2011 lebten am Stichtag dem 9. Mai 2011 in Seelbach 72 Einwohner. Darunter waren keine Ausländer.
Nach dem Lebensalter waren 12 Einwohner unter 18 Jahren, 27 zwischen 18 und 49, 15 zwischen 50 und 64 und 18 Einwohner waren älter. Die Einwohner lebten in 27 Haushalten. Davon waren 6 Singlehaushalte, 6 Paare ohne Kinder und 12 Paare mit Kindern sowie keine Alleinerziehende und keine Wohngemeinschaften. In 6 Haushalten lebten ausschließlich Senioren und in 16 Haushaltungen lebten keine Senioren.

### Einwohnerentwicklung
| Quelle: Historisches Ortslexikon |                                                                                         |
| • 1502:                          | 16 Hausgesesse                                                                          |
| • 1577:                          | 29 Hausgesesse                                                                          |
| • 1630:                          | 11 Hausgesesse (zweispännige, 3 einspannige Ackerleute)                                 |
| • 1681:                          | 10 hausgesessene Mannschaften                                                           |
| • 1838:                          | 74 Einwohner (Familien: 11 nutzungsberechtigte, 2 nicht nutzungsberechtigte Ortsbürger) |

| Seelbach: Einwohnerzahlen von 1745 bis 2011 | Seelbach: Einwohnerzahlen von 1745 bis 2011 | Seelbach: Einwohnerzahlen von 1745 bis 2011 | Seelbach: Einwohnerzahlen von 1745 bis 2011 | Seelbach: Einwohnerzahlen von 1745 bis 2011 |
| --- | ------------------------------------------- | ------------------------------------------- | ------------------------------------------- | ------------------------------------------- |
| Jahr |                                             |                                             |                                             | Einwohner                                   |
| 1745 | 1745                                        |                                             | 67                                          | 67                                          |
| 1800 | 1800                                        |                                             | ?                                           | ?                                           |
| 1834 | 1834                                        |                                             | 82                                          | 82                                          |
| 1840 | 1840                                        |                                             | 76                                          | 76                                          |
| 1846 | 1846                                        |                                             | 79                                          | 79                                          |
| 1852 | 1852                                        |                                             | 85                                          | 85                                          |
| 1858 | 1858                                        |                                             | 84                                          | 84                                          |
| 1864 | 1864                                        |                                             | 90                                          | 90                                          |
| 1871 | 1871                                        |                                             | 85                                          | 85                                          |
| 1875 | 1875                                        |                                             | 73                                          | 73                                          |
| 1885 | 1885                                        |                                             | 74                                          | 74                                          |
| 1895 | 1895                                        |                                             | 84                                          | 84                                          |
| 1905 | 1905                                        |                                             | 79                                          | 79                                          |
| 1910 | 1910                                        |                                             | 81                                          | 81                                          |
| 1925 | 1925                                        |                                             | 67                                          | 67                                          |
| 1939 | 1939                                        |                                             | 68                                          | 68                                          |
| 1946 | 1946                                        |                                             | 111                                         | 111                                         |
| 1950 | 1950                                        |                                             | 103                                         | 103                                         |
| 1956 | 1956                                        |                                             | 70                                          | 70                                          |
| 1961 | 1961                                        |                                             | 74                                          | 74                                          |
| 1967 | 1967                                        |                                             | 74                                          | 74                                          |
| 1980 | 1980                                        |                                             | ?                                           | ?                                           |
| 1990 | 1990                                        |                                             | ?                                           | ?                                           |
| 2000 | 2000                                        |                                             | ?                                           | ?                                           |
| 2011 | 2011                                        |                                             | 72                                          | 72                                          |
| Datenquelle: Historisches Gemeindeverzeichnis für Hessen: Die Bevölkerung der Gemeinden 1834 bis 1967. Wiesbaden: Hessisches Statistisches Landesamt, 1968. Weitere Quellen: LAGIS; Zensus 2011 |                                             |                                             |                                             |                                             |

### Historische Religionszugehörigkeit
| Quelle: Historisches Ortslexikon |                                                                 |
| • 1861:                          | alle Einwohner evangelisch-lutherisch                           |
| • 1885:                          | 74 evangelische (= 100,00 %) Einwohner                          |
| • 1961:                          | 65 evangelische (= 87,84 %), 2 katholische (= 2,70 %) Einwohner |

### Historische Erwerbstätigkeit
| Quelle: Historisches Ortslexikon | |
| • 1745:                          | Erwerbspersonen: 6 Schmiede, ein Müller, ein Wirt.                                                                               |
| • 1838:                          | Familien: 11 Ackerbau, 2 Tagelöhner.                                                                                             |
| • 1961:                          | Erwerbspersonen: 35 Land- und Forstwirtschaft, 5 Produzierendes Gewerbe, 2 Handel und Verkehr, 3 Dienstleistungen und Sonstiges. |

## Politik
Für Seelbach besteht ein Ortsbezirk mit Ortsbeirat und Ortsvorsteher nach der Hessischen Gemeindeordnung. Er umfasst das Gebiet der ehemaligen Gemeinde Seelbach.
Der Ortsbeirat Seelbach  besteht aus fünf Mitgliedern. Bei den Kommunalwahlen in Hessen 2021 betrug die Wahlbeteiligung zum Ortsbeirat 80,39 %. Alle Kandidaten gehörten der Liste „Land-Luft-Lebensqualität Seelbach“ an. Der Ortsbeirat wählte Sebastian Schorge zum Ortsvorsteher.

## Kultur und Sehenswürdigkeiten

### Bauwerke
Sehenswert sind vor allem die im Jahr 1771 erbaute Fachwerkkirche sowie die aus Fachwerkbauten bestehende Dorfmitte.

### Vereine
Seelbach verfügt über eine Abteilung der Freiwilligen Feuerwehr, deren Räumlichkeiten sich im Dorfgemeinschaftshaus befinden.